# Kroniek der prinsen

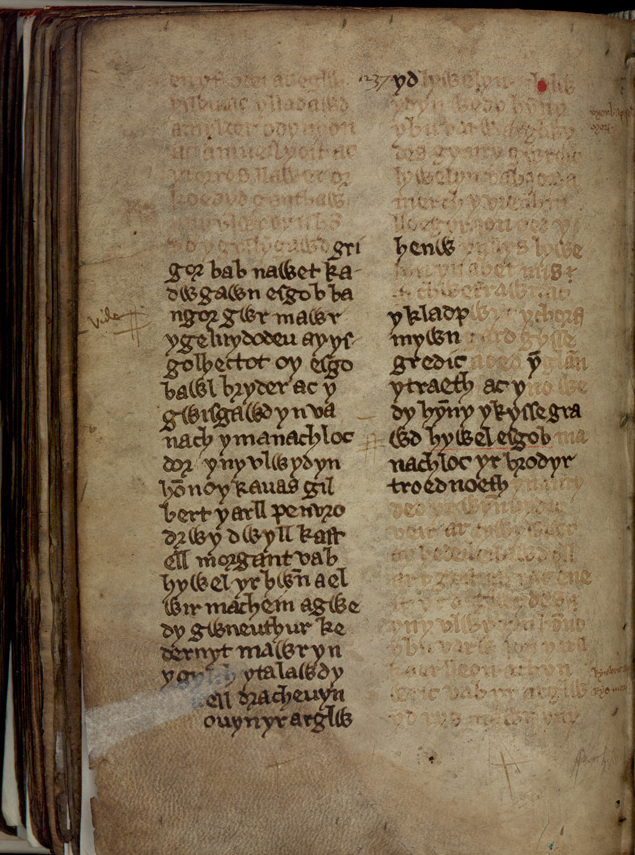
De Peniarth Ms. 20, folio 260v, het belangrijkste exemplaar van de Brut y Tywysogion.

Brut y Tywysogion (Nederlands: Kroniek der prinsen) is een van de belangrijkste primaire bronnen van de geschiedenis van Wales. Het is een kroniek die geschreven is als een vervolg op de Historia Regum Britanniae van Geoffrey van Monmouth. De Brut y Tywysogion is een Welshe vertaling van een Latijns werk dat zelf de geschiedenis niet heeft overleefd. De meest complete versie maakt deel uit van de Peniarth collection en een minder complete versie is opgenomen in het Rode Boek van Hergest. De originele versie zou geschreven zijn in de Strata Florida Abbey.
De kroniek focust zich met name op de heersers van de Welshe rijken Gwynedd, Powys en Deheubarth, maar ook kerkelijke gebeurtenissen staan beschreven in het werk. De kroniek start met het overlijden van Cadwaladr in 682 en eindigt in het jaar 1322.